# Skifferhuvad todityrann
Skifferhuvad todityrann (Poecilotriccus sylvia) är en fågel i familjen tyranner inom ordningen tättingar.

## Utseende
Skifferhuvad todityrann är en mycket liten flugsnapparliknande fågel. Fjäderdräkten liknar många andra arter, med gråaktigt huvud, olivgrön ovansida med gula vingkanter och ljust gulaktig buk. Noterbart är dock den rätt långa näbben och de ljusa ögonen. Liknande nordlig krumnäbbstyrann har mer nböjnd näbb och mer upprätt hållning. 

## Utbredning och systematik
Skifferhuvad todityrann delas in i fem underarter:
- Poecilotriccus sylvia sylvia – förekommer i Guyanaregionen och norra Brasilien (längs Rio Branco)
- Poecilotriccus sylvia schistaceiceps – förekommer i sluttningar mot Mexikanska golfen i södra Mexiko (Veracruz) och Panama (kanalzonen)
- Poecilotriccus sylvia superciliaris – förekommer i tropiska norra Colombia (dalgångar i Cauca och Magdalena)
- Poecilotriccus sylvia griseolus – förekommer från östligaste Colombia till nordvästra Venezuela (från östra till norra Bolívar)
- Poecilotriccus sylvia schulzi – förekommer i nordöstra Brasilien (från sydöstra Pará till norra Piauí)

### Familjetillhörighet
Arten placeras traditionellt i familjen tyranner. DNA-studier visar dock att Tyrannidae består av fem klader som skildes åt redan under oligocen, pekar på att de skildes åt redan under oligocen, varför vissa auktoriteter behandlar dem som egna familjer. Skifferhuvad todityrann med släktingar placeras då i Pipromorphidae.

## Levnadssätt
Skifferhuvad todityrann hittas i fuktiga tropiska långländer, i snårig undervegetation och täta snår. Där hoppar den runt som en trög skogssångare, ofta med långa pauser då den kan sitta helt stilla under långa perioden. Liknande nordlig krumnäbbstyrann hittas i öppnare undervegetation.

## Status och hot
Arten har ett stort utbredningsområde, men tros minska i antal, dock inte tillräckligt kraftigt för att den ska betraktas som hotad. Internationella naturvårdsunionen IUCN listar arten som livskraftig (LC). Beståndet uppskattas till i storleksordningen en halv miljon till fem miljoner vuxna individer.